# Associação Athletica Sãomanoelense
A Associação Athletica Sãomanoelense é um clube brasileiro de futebol da cidade de São Manuel, interior do estado de São Paulo. Fundada em 21 de junho de 1919, suas cores são o vermelho e o preto. Teve 12 participações no Campeonato Paulista de Futebol. Foi campeã da Quarta Divisão em 1968.

## História
Foi um dos primeiros clubes do estado, e um dos mais tradicionais e queridos da região centro-oeste paulista. Deixou de disputar o Campeonato Paulista devido ao alto custo para a manutenção da equipe no profissionalismo. Porém, ainda mantém a sede e o estádio até os dias atuais, jogando em campeonatos amadores da região.
Em 2005, recebeu um convite da FPF para retornar a atividade, possibilidade ainda estudada pelos diretores em um possível retorno até 2011. Tinha uma antiga rivalidade com as equipes de Botucatu, a Associação e a Ferroviária.

## Participações em estaduais
- Segunda Divisão (atual A2) — 1 (uma)

1948
- Terceira Divisão (atual A3) — 9 (nove)

1954, 1969, 1980, 1981, 1982, 1984, 1987, 1988, 1990
- Quarta Divisão (atual A4) — 2 (duas)

1967, 1968

## Títulos

### Estaduais
- Campeonato Paulista - Série A4 = 1968